# Zambujal (São Domingos de Rana)
Zambujal é uma localidade que faz parte da Freguesia de São Domingos de Rana. Tendo sido, até meados do século passado, uma localidade de cariz essencialmente rural, o seu nome teria origem na abundância de zambujeiros na área circundante à Ribeira das Marianas, a qual demarca o início da localidade. A sua área dividia-se em pequenos quintas onde se cultivavam produtos hortícolas, cereais, árvores de fruto e unidades pecuárias de pequena dimensão.
No ponto mais alto da localidade, designado por Alto do Moinho, existiu um antigo moinho de vento, o que atesta o antigo cultivo de cereais na região. Existem ainda ruínas de uma antiga vacaria e antigos palheiros. A sua densidade populacional tem vindo a aumentar desde a década de 60 do século passado, inicialmente com a chegada de migrantes provenientes de várias regiões do interior do pais, actualmente é um pólo de atracção devido à sua localização junto à auto-estrada Lisboa/Cascais.
A Sociedade Recreativa Unidos do Zambujal, fundada em 29 de Janeiro de 1965, é a sua colectividade mais representativa, centralizando a sua actividade na prática desportiva do futsal. A sua festa anual realiza-se no dia 29 de Junho por altura do dia São Pedro.